# Quamvis ad amplianda
Quamvis ad amplianda ist eine päpstliche Bulle von Alexander VI. vom 1. Juni 1500.

## Geschichte
Im Vorfeld der Bulle tadelte Alexander VI. in dem Breve Tertius nunc vom 2. Oktober 1493 die Untätigkeit von Maximilian I. gegen das Vorrücken der Osmanen im Balkan. Auch gegenüber dem französischen König Karl VIII. bekräftigte der Papst die Forderung gegen die Osmanen zu ziehen. Diese Forderung bekräftigte er durchgehend während seines Pontifikats.
Maximilian I. hatte durchaus die Absicht gegen die Osmanen ziehen und zwar mit dem Ziel, sein Reich vergrößern, jedoch verweigerte der Reichstag ihm die Mittel.
Im Jahr 1499 begannen die Osmanen gegen venezianische Häfen zu ziehen. Auch Polen sah in den Osmanen eine Bedrohung und wandte sich an Rom. Im Frühling 1500 veranstaltete Alexander eine Kreuzzugskonferenz, Polens Vertreter waren Mikolaj Czepiel und Mikolaj Wroblowski. Der Papst klagte jedoch, dass viele europäische Staaten keine Repräsentanten sandten und diejenigen, die gesandt worden waren, nicht die Autorität hatten, um ihre Staaten zu Beiträgen zum Kreuzzug zu verpflichten. Währenddessen verhandelten die Osmanen mit Königs Vladislav II. von Ungarn über eine Erneuerung des Friedens mit der Hohen Pforte. Der ungarische König wollte lieber den Osmanen im Kampf entgegentreten, ihm fehlten jedoch Allianzen und Mittel. Im Anschluss an diese Konferenz erließ Alexander VI. am 1. Juni 1500 die Bulle Quamvis ad amplianda. Es war die erste Kreuzzugsbulle gegen die Osmanen seit der von Papst Pius II. im Jahr 1464.
Quamvis ad amplianda ermöglichte es den Herrschern für den Kampf gegen die Osmanen durch einen universellen Titel Mittel zu erheben. Neben Quamvis ad amplianda erließ Alexander noch zwei weitere Bullen für Ungarn und Polen. Die eine erhob einen Zehnten vom Klerus beider Königreiche, die andere Bulle gewährte einen Ablass für die Kämpfer. Die zweite Bulle fiel zusammen mit dem Heiligen Jahr 1500, sodass den Kämpfern auch der Ablass zugesprochen werden würde, der ansonsten mit einem Besuch der Ewigen Stadt gewährt werden würde. Der päpstliche Beamte Gaspardus Golfus begann in den polnischen Städten die Bullen bekannt zu geben und Leute für den Kreuzzug zu gewinnen. Der Papst sandte dann am 5. Oktober drei Legaten aus, Raymond Peraudi ins Alte Reich und nach Dänemark, Juan Vera nach Frankreich, Schottland, England und die beiden iberischen Köngireiche und Pietro Isvalies nach Ungarn, Böhmen und Polen. Peraudi trug nicht nur die Bulle Quamvis ad amplianda mit sich, sondern auch die Bulle Domini et salvatoris vom 5. Oktober. Dem päpstlichen Legaten schlug zwar Widerstand entgegen, es war ihm jedoch möglich, über 300.000 Rheinische Gulden zu sammeln.
Der Bulle folgte im Kirchenstaat eine Besteuerung der römischen Kardinäle zur Finanzierung der Expedition. Alexander VI. schrieb in einem Brief an die Könige Ferdinand und Isabella, dass er bereit sei, selbst die Kreuzfahrer anzuführen. Alexander VI. schloss mit Ungarn und der venezianischen Führung eine Allianz und sagte 40.000 Dukaten pro Jahr als Unterstützung zu.
Im Jahr 1502 wurde ein päpstliches Flottenkontingent unter der Leitung des Jacopo Pesaros ausgesandt, um die Insel Santa Maura zurückzuerobern. Diese Insel konnten sie auch erobern.

### Nachwirkung
Die Wirkung der Bulle war zeitlich begrenzt, denn Ungarn und Venedig schlossen 1502 und 1503 Frieden mit dem Osmanischen Reich. Die Venezianer hatten diesen Frieden gesucht, da ihr Handel durch den Krieg sehr gelitten hatte und ihre Mittel fast aufgebraucht waren. In dem Friedensschluss verpflichteten sie sich, Santa Maura an die Hohe Pforte zurückzugeben. Nachdem Venedig Frieden geschlossen hatte, war es Ungarn nicht möglich, den Krieg aufrechtzuerhalten, so dass sie am 22. August 1503 einen siebenjährigen Waffenstillstand mit der Hohen Pforte schlossen. Nach dem Tod von Alexander und dessen Nachfolger Pius III. im Jahr 1503 wurde Julius II. zum Pontifex Maximus gewählt, der sich verpflichtete, den Kreuzzug gegen das Osmanische Reich wieder aufzunehmen, und eine Versammlung einberief, in der der Kreuzzug wieder diskutiert wurde.